# Pomnik Żołnierza Polskiego i Niemieckiego Antyfaszysty
Pomnik Żołnierza Polskiego i Niemieckiego Antyfaszysty (niem. Denkmal des polnischen Soldaten und deutschen Antifaschisten) – pomnik w Berlinie, odsłonięty w 1972 roku, wówczas w Niemczech Wschodnich. Jest głównym niemieckim pomnikiem upamiętniającym polskich żołnierzy, którzy zginęli w II wojnie światowej, jak również ważnym pomnikiem członków niemieckiego antynazistowskiego ruchu oporu.
Znajduje się w Volkspark Friedrichshain w dzielnicy Friedrichshain w dawnym Berlinie Wschodnim. Pomysł jego powstania zrodził się w czasie polepszania stosunków pomiędzy Niemcami Wschodnimi a Polską jako pomnik współpracy pomiędzy Ludowym Wojskiem Polskim i niemieckimi komunistami w walce przeciwko nazizmowi. Wykuty jest z szarego, śląskiego granitu; zaprojektowali go polscy rzeźbiarze: Zofia Wolska i Tadeusz Łodziana, oraz niemieccy: Arnd Wittig i Günther Merkel.
Główną część stanowią równoległe, 15-metrowe, kamienne kolumny (które w rzeczywistości stanowią pojedynczą konstrukcję) połączone flagą z brązu. Pomnik znajduje się u podnóża wzgórza i jest podkreślony przez ścianę, na której znajduje się motto Za naszą i waszą wolność w języku polskim i niemieckim (Für eure und unsere Freiheit). W pobliżu umieszczono również płaskorzeźbę przedstawiająca żołnierzy Wojska Polskiego i Armii Czerwonej razem z bojownikiem niemieckiego ruchu oporu. Pod kolumnami znajduje się tablica pamiątkowa w języku polskim, niemieckim i rosyjskim, na niej składa się kwiaty podczas ceremonii.
Pomnik został ponownie odsłonięty w 1995 roku po zjednoczeniu Niemiec. Dołączono tablice pamiątkowe w języku polskim i niemieckim, aby włączyć pozostałych polskich żołnierzy i ofiary nazizmu, jak również wszystkie niemieckie ruchy opozycyjne z okresu II wojny światowej. Pomnik nie został zmieniony w żaden inny sposób i kolumny nadal podtrzymują Godło Polski z okresu do 1990 roku i Godło Niemieckiej Republiki Demokratycznej.
W związku z ilością wandalizmów i graffiti pojawiających się na pomniku, niemiecka firma zgodziła się finansować koszty konserwacji pomnika. Jednakże ciągle jest on miejscem uprawiania skateboardingu, co powoduje dalsze niszczenie.

## Galeria

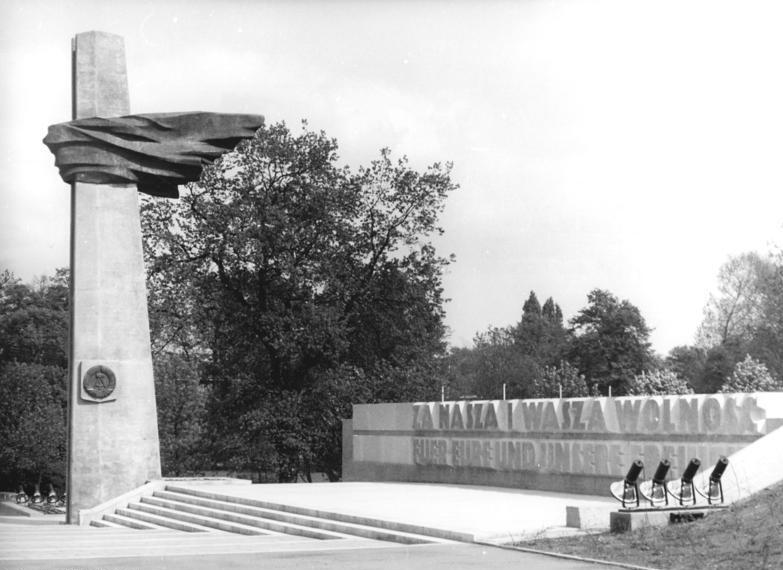
Zdjęcie pomnika z maja 1972 roku
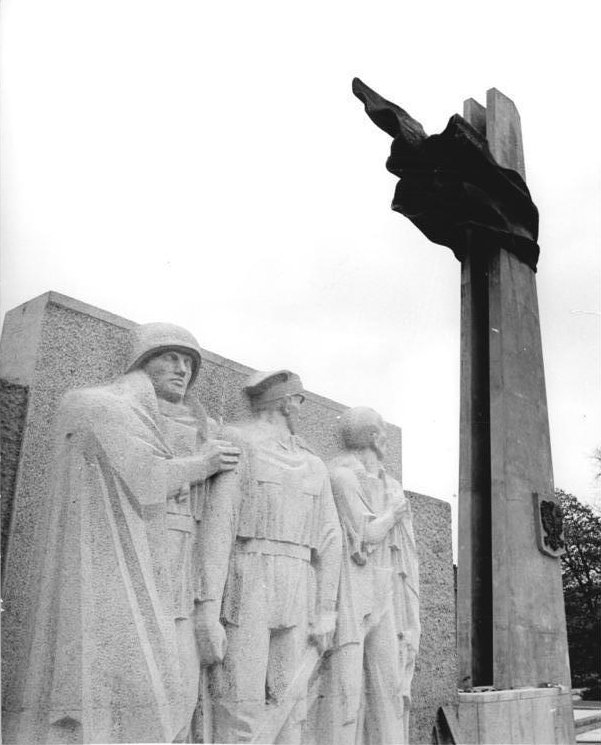
Płaskorzeźby na pomniku
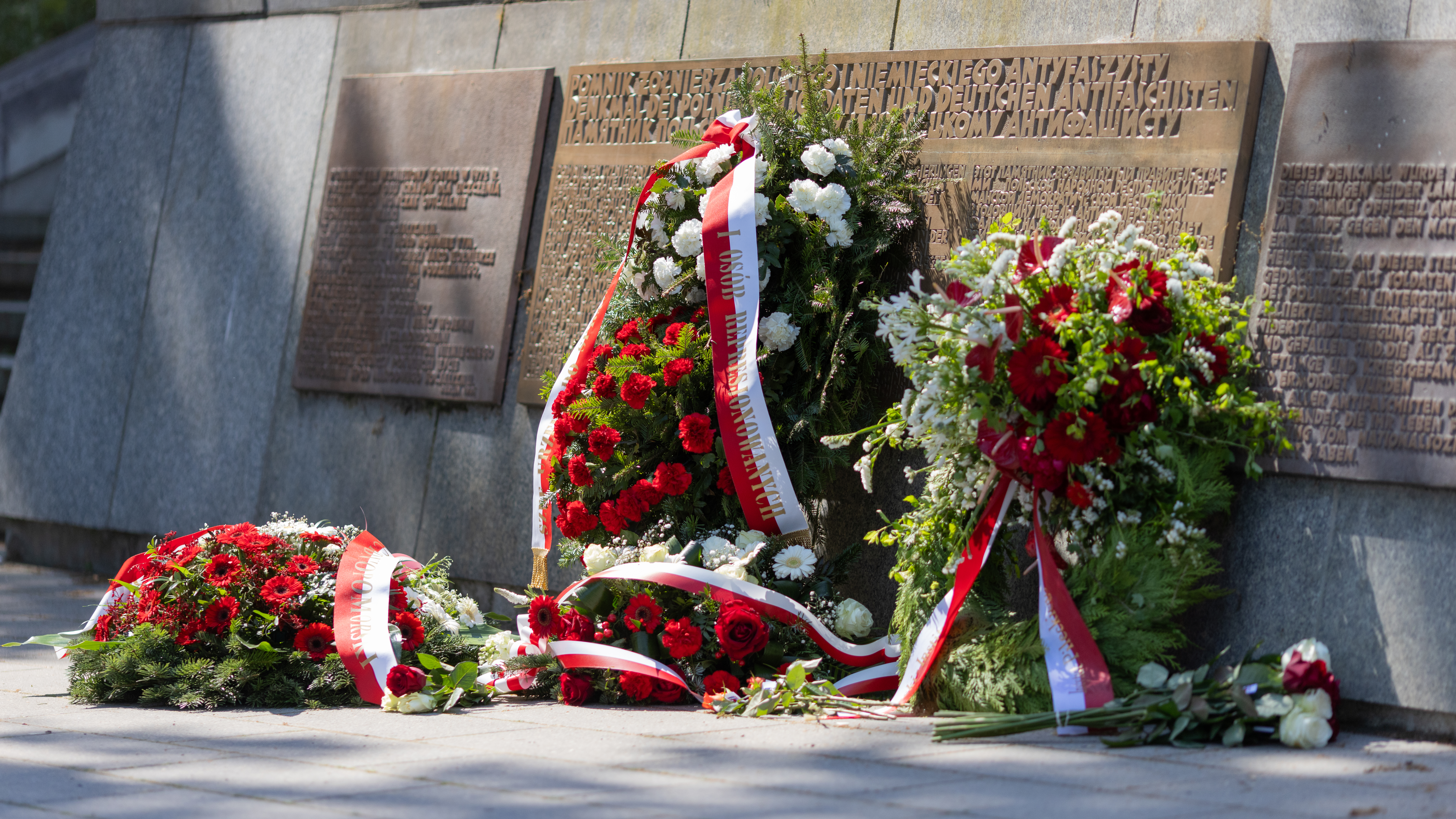
Wieńce pozostawione przed pomnikiem 2 maja 2025 roku
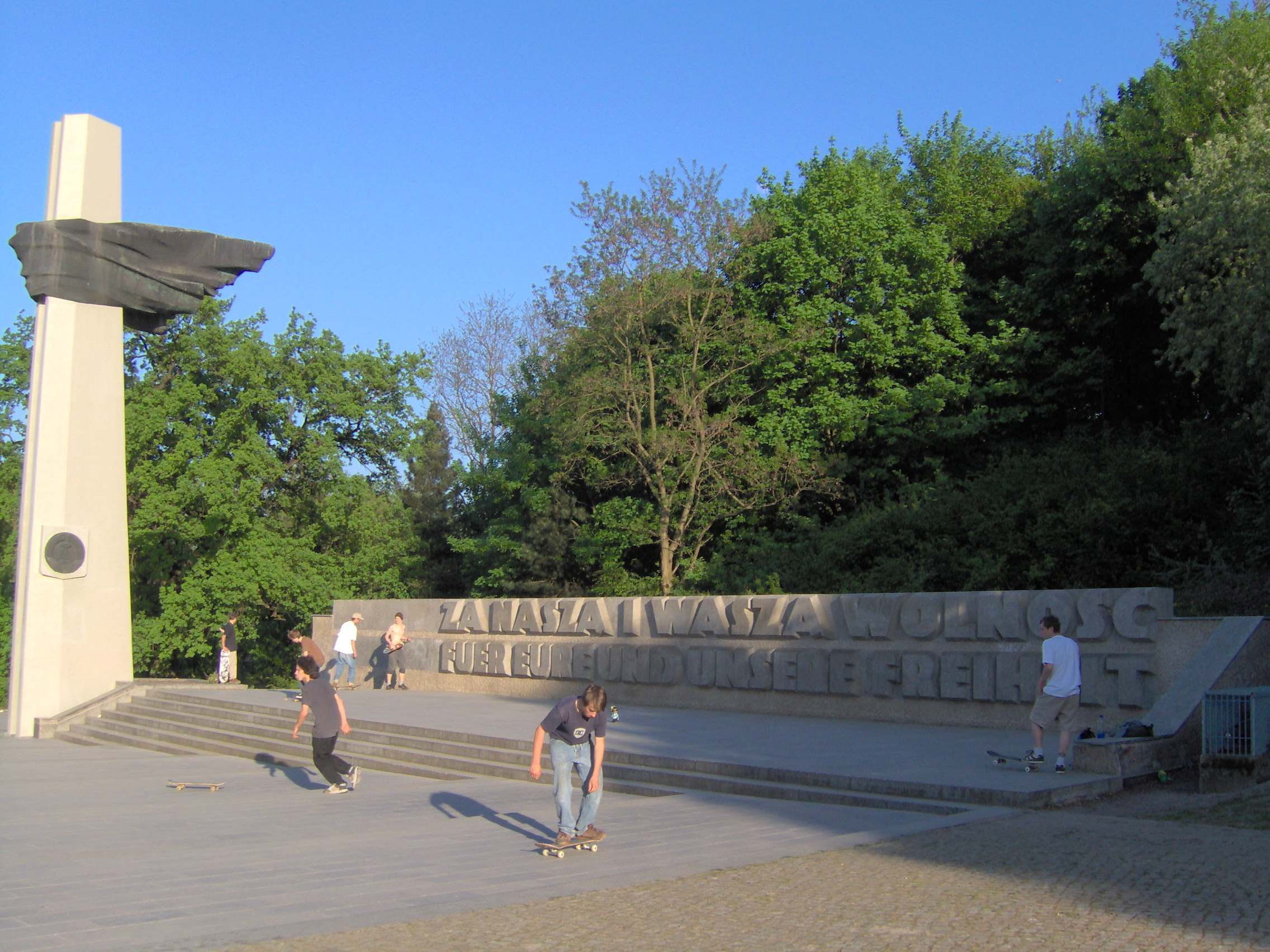
Skateboarderzy przed hasłem Za naszą i waszą wolność